# Natación en los Juegos Olímpicos de Londres 2012 – 100 metros estilo mariposa femenino
El evento de 100 metros estilo mariposa femenino de natación olímpica en los Juegos Olímpicos de Londres 2012 tomó lugar el 28 y 29 de julio en el  Centro Acuático de Londres.

## Récords
RM=Récord mundial
RO=Récord olímpico
| Fecha       | Ronda | Nombre       | Nacionalidad         | Tiempo | RO | RM |
| ----------- | ----- | ------------ | -------------------- | ------ | -- | -- |
| 28 de julio | Heats | Dana Vollmer | Estados Unidos (USA) | 56.25  | RM |    |
| 29 de julio | Final | Dana Vollmer | Estados Unidos (USA) | 55.98  | RO | RM |

## Resultados

### Heats
| Rank | Heat | Línea | Nombre                  | Nacionalidad                  | Tiempo  | Notas        |
| ---- | ---- | ----- | ----------------------- | ----------------------------- | ------- | ------------ |
| 1    | 6    | 4     | Dana Vollmer            | Estados Unidos (USA)          | 56.25   | Q, RO        |
| 2    | 6    | 5     | Lu Ying                 | República Popular China (CHN) | 57.17   | Q            |
| 3    | 4    | 4     | Alicia Coutts           | Australia (AUS)               | 57.36   | Q            |
| 4    | 5    | 4     | Sarah Sjöström          | Suecia (SWE)                  | 57.45   | Q            |
| 5    | 6    | 7     | Jeanette Ottesen Gray   | Dinamarca (DEN)               | 57.64   | Q            |
| 6    | 6    | 6     | Jiao Liuyang            | República Popular China (CHN) | 57.71   | Q            |
| 7    | 6    | 3     | Claire Donahue          | Estados Unidos (USA)          | 58.06   | Q            |
| 8    | 4    | 5     | Francesca Halsall       | Reino Unido (GBR)             | 58.23   | Q            |
| 9    | 5    | 5     | Ellen Gandy             | Reino Unido (GBR)             | 58.25   | Q            |
| 10   | 5    | 3     | Inge Dekker             | Países Bajos (NED)            | 58.30   | Q, se retiró |
| 11   | 4    | 8     | Li Tao                  | Singapur (SIN)                | 58.34   | Q            |
| 12   | 5    | 7     | Ilaria Bianchi          | Italia (ITA)                  | 58.42   | Q            |
| 13   | 4    | 2     | Aliaksandra Herasimenia | Bielorrusia (BLR)             | 58.50   | Q            |
| 14   | 5    | 2     | Martina Granström       | Suecia (SWE)                  | 58.70   | Q            |
| 15   | 4    | 3     | Yuka Kato               | Japón (JPN)                   | 58.72   | Q            |
| 16   | 4    | 7     | Kristel Vourna          | Grecia (GRE)                  | 58.74   | Q            |
| 17   | 5    | 6     | Katerine Savard         | Canadá (CAN)                  | 58.76   | Q            |
| 18   | 5    | 8     | Amit Ivry               | Israel (ISR)                  | 58.78   |              |
| 19   | 3    | 3     | Irina Bespalova         | Rusia (RUS)                   | 58.79   |              |
| 19   | 6    | 8     | Kimberly Buys           | Bélgica (BEL)                 | 58.79   |              |
| 21   | 4    | 1     | Alexandra Wenk          | Alemania (GER)                | 58.85   |              |
| 22   | 6    | 2     | Ingvild Snildal         | Noruega (NOR)                 | 59.01   |              |
| 23   | 5    | 1     | Natsumi Hoshi           | Japón (JPN)                   | 59.06   |              |
| 24   | 4    | 6     | Jessicah Schipper       | Australia (AUS)               | 59.17   |              |
| 25   | 3    | 5     | Otylia Jędrzejczak      | Polonia (POL)                 | 59.31   |              |
| 26   | 2    | 3     | Danielle Villars        | Suiza (SUI)                   | 59.42   |              |
| 26   | 2    | 4     | Judit Ignacio Sorribes  | España (ESP)                  | 59.42   |              |
| 28   | 3    | 7     | Denisa Smolenova        | Eslovaquia (SVK)              | 59.48   |              |
| 29   | 3    | 6     | Emilia Pikkarainen      | Finlandia (FIN)               | 59.55   |              |
| 30   | 3    | 1     | Hannah Wilson           | Hong Kong (HKG)               | 59.59   |              |
| 31   | 2    | 7     | Sara Isakovic           | Eslovenia (SLO)               | 59.86   |              |
| 32   | 2    | 2     | Sarah Blake Bateman     | Islandia (ISL)                | 59.87   |              |
| 33   | 6    | 1     | Daynara Paula           | Brasil (BRA)                  | 1:00.14 |              |
| 34   | 3    | 2     | Liliána Szilágyi        | Hungría (HUN)                 | 1:00.34 |              |
| 35   | 2    | 6     | Triin Aljand            | Estonia (EST)                 | 1:00.43 |              |
| 36   | 3    | 8     | Sara Oliveira           | Portugal (POR)                | 1:00.44 |              |
| 37   | 3    | 4     | Birgit Koschischek      | Austria (AUT)                 | 1:00.54 |              |
| 38   | 2    | 5     | Justine Bruno           | Francia (FRA)                 | 1:01.14 |              |
| 39   | 2    | 1     | Dalia Torrez Zamora     | Nicaragua (NIC)               | 1:05.42 |              |
| 40   | 1    | 4     | Noel Borshi             | Albania (ALB)                 | 1:05.49 |              |
| 41   | 1    | 3     | Dorian Mcmenemy         | República Dominicana (DOM)    | 1:05.78 |              |
| 42   | 1    | 5     | Marie Meza              | Costa Rica (CRC)              | 1:07.01 |              |

### Semifinales

#### Semifinal 1
| Rank | Línea | Nombre                  | Nacionalidad                  | Tiempo | Notas |
| ---- | ----- | ----------------------- | ----------------------------- | ------ | ----- |
| 1    | 5     | Sarah Sjöström          | Suecia (SWE)                  | 57.27  | Q     |
| 2    | 4     | Lu Ying                 | República Popular China (CHN) | 57.51  | Q     |
| 3    | 3     | Jiao Liuyang            | República Popular China (CHN) | 58.04  |       |
| 4    | 2     | Li Tao                  | Singapur (SIN)                | 58.18  |       |
| 5    | 1     | Yuka Kato               | Japón (JPN)                   | 58.26  |       |
| 6    | 7     | Aliaksandra Herasimenia | Bielorrusia (BLR)             | 58.41  |       |
| 7    | 6     | Francesca Halsall       | Reino Unido (GBR)             | 58.52  |       |
| 8    | 8     | Katerine Savard         | Canadá (CAN)                  | 59.22  |       |

#### Semifinal 2
| Rank | Línea | Nombre                | Nacionalidad         | Time  | Notas |
| ---- | ----- | --------------------- | -------------------- | ----- | ----- |
| 1    | 4     | Dana Vollmer          | Estados Unidos (USA) | 56.36 | Q     |
| 2    | 5     | Alicia Coutts         | Australia (AUS)      | 56.85 | Q     |
| 3    | 3     | Jeanette Ottesen Gray | Dinamarca (DEN)      | 57.25 | Q     |
| 4    | 6     | Claire Donahue        | Estados Unidos (USA) | 57.42 | Q     |
| 5    | 2     | Ellen Gandy           | Reino Unido (GBR)    | 57.66 | Q     |
| 6    | 7     | Ilaria Bianchi        | Italia (ITA)         | 57.79 | Q     |
| 7    | 8     | Kristel Vourna        | Grecia (GRE)         | 58.31 |       |
| 8    | 1     | Martina Granström     | Suecia (SWE)         | 58.95 |       |

### Final
| Rank              | Línea | Nombre                | Nacionalidad                  | Tiempo | Notas  |
| ----------------- | ----- | --------------------- | ----------------------------- | ------ | ------ |
| Medalla de oro    | 4     | Dana Vollmer          | Estados Unidos (USA)          | 55.98  | RO, RM |
| Medalla de plata  | 7     | Lu Ying               | República Popular China (CHN) | 56.87  |        |
| Medalla de bronce | 5     | Alicia Coutts         | Australia (AUS)               | 56.94  |        |
| 4                 | 6     | Sarah Sjöström        | Suecia (SWE)                  | 57.17  |        |
| 5                 | 8     | Ilaria Bianchi        | Italia (ITA)                  | 57.27  |        |
| 6                 | 3     | Jeanette Ottesen Gray | Dinamarca (DEN)               | 57.35  |        |
| 7                 | 2     | Claire Donahue        | Estados Unidos (USA)          | 57.48  |        |
| 8                 | 1     | Ellen Gandy           | Reino Unido (GBR)             | 57.76  |        |